# 乔治·埃弗里
乔治·埃弗里（英語：George Avery，1925年2月11日—2006年9月22日），澳大利亚前男子田径运动员。他曾代表澳大利亚参加1948年夏季奥林匹克运动会田径比赛，获得男子三级跳远银牌。